# Dirka po Italiji 1977
Dirka po Italiji 1977 (italijansko Giro d'Italia 1977) je 60. izvedba dirke po Italiji, tritedenske moške cestne kolesarske etapne dirke. Začela se je 20. maja v Bacoliju in končala 12. junija v Milanu. Sodelovalo je 140 kolesarjev iz 14-ih ekip. Rožnato majico je prvič osvojil Michel Pollentier (Flandria–Velda–Latina Assicurazioni), drugo mesto Francesco Moser (Sanson), tretje pa Gianbattista Baronchelli (Scic). Vijolično majico je osvojil Francesco Moser, zeleno majico Faustino Fernández Ovies (Kas–Campagnolo), belo majico pa Mario Beccia (Sanson).

## Ekipe
- Bianchi–Campagnolo
- Brooklyn
- Fiorella–Mocassini
- G.B.C.–Itla–TV Color
- Jollj Ceramica
- Kas–Campagnolo
- Flandria–Velda–Latina Assicurazioni
- Magniflex–Torpado
- Sanson
- Scic
- Selle Royal–Contour–Alan
- Teka
- Vibor
- Zonca–Santini

## Etape
| Etapa | Datum     | Štart/Cilj                                      | Razdalja    | Tip         | Tip                  | Zmagovalec                     |             |
| ----- | --------- | ----------------------------------------------- | ----------- | ----------- | -------------------- | ------------------------------ | ----------- |
| P     | 20. maj   | Bacoli – Monte di Procida                       | 7 km        |             | posamični kronometer | Freddy Maertens (BEL)          |             |
| 1     | 21. maj   | Lago Miseno – Avellino                          | 159 km      |             | ravninska etapa      | Freddy Maertens (BEL)          |             |
| 2a    | 22. maj   | Avellino – Foggia                               | 118 km      |             | ravninska etapa      | Rik Van Linden (BEL)           |             |
| 2b    | 22. maj   | Foggia – Foggia                                 | 65 km       |             | ravninska etapa      | Luciano Borgognoni (ITA)       |             |
| 3     | 23. maj   | Foggia – Isernia                                | 166 km      |             | ravninska etapa      | Simone Fraccaro (ITA)          |             |
| 4     | 24. maj   | Isernia – Pescara                               | 228 km      |             | ravninska etapa      | Freddy Maertens (BEL)          |             |
| 5     | 25. maj   | Pescara – Monteluco di Spoleto                  | 215 km      |             | gorska etapa         | Mario Beccia (ITA)             |             |
| 6a    | 26. maj   | Spoleto – Gabicce Mare                          | 185 km      |             | ravninska etapa      | Freddy Maertens (BEL)          |             |
| 6b    | 26. maj   | Gabicce Mare – Gabicce Mare                     | 70 km       |             | ravninska etapa      | Freddy Maertens (BEL)          |             |
| 7     | 27. maj   | Gabicce Mare – Forlì                            | 163 km      |             | gorska etapa         | Freddy Maertens (BEL)          |             |
| 8a    | 28. maj   | Forlì – Circuito del Mugello                    | 103 km      |             | gorska etapa         | Freddy Maertens (BEL)          |             |
| 8b    | 28. maj   | Circuito del Mugello – Circuito del Mugello     | 79 km       |             | ravninska etapa      | Marino Basso (ITA)             |             |
| 9     | 29. maj   | Lucca – Pisa                                    | 25 km       |             | posamični kronometer | Knut Knudsen (NOR)             |             |
| 10    | 30. maj   | Pisa – Salsomaggiore Terme                      | 205 km      |             | gorska etapa         | Giacinto Santambrogio (ITA)    |             |
| 11    | 31. maj   | Salsomaggiore Terme – Santa Margherita Ligure   | 198 km      |             | gorska etapa         | Claudio Bortolotto (ITA)       |             |
|       | 1. junij  | dan počitka                                     | dan počitka | dan počitka | dan počitka          | dan počitka                    | dan počitka |
| 12    | 2. junij  | Santa Margherita Ligure-San Giacomo di Roburent | 160 km      |             | gorska etapa         | Wilmo Francioni (ITA)          |             |
| 13    | 3. junij  | Mondovì – Varzi                                 | 192 km      |             | gorska etapa         | Giancarlo Tartoni (ITA)        |             |
| 14    | 4. junij  | Voghera – Vicenza                               | 247 km      |             | ravninska etapa      | Marc Demeyer (BEL)             |             |
| 15    | 5. junij  | Vicenza – Trst                                  | 223 km      |             | ravninska etapa      | Ercole Gualazzini (ITA)        |             |
| 16a   | 6. junij  | Trst – Humin                                    | 107 km      |             | ravninska etapa      | Marc Demeyer (BEL)             |             |
| 16b   | 6. junij  | Humin – Conegliano                              | 116 km      |             | ravninska etapa      | Pierino Gavazzi (ITA)          |             |
| 17    | 7. junij  | Conegliano – Cortina d'Ampezzo                  | 220 km      |             | gorska etapa         | Giuseppe Perletto (ITA)        |             |
| 18    | 8. junij  | Cortina d'Ampezzo – Pinzolo                     | 223 km      |             | gorska etapa         | Gianbattista Baronchelli (ITA) |             |
| 19    | 9. junij  | Pinzolo – San Pellegrino Terme                  | 205 km      |             | gorska etapa         | Renato Laghi (ITA)             |             |
| 20    | 10. junij | San Pellegrino Terme – Varese                   | 138 km      |             | ravninska etapa      | Wilmo Francioni (ITA)          |             |
| 21    | 11. junij | Binago – Binago                                 | 29 km       |             | posamični kronometer | Michel Pollentier (BEL)        |             |
| 22    | 12. junij | Milano – Milano                                 | 122 km      |             | ravninska etapa      | Luciano Borgognoni (ITA)       |             |
|       | Skupaj    | Skupaj                                          | 3968\|km km | 3968\|km km | 3968\|km km          | 3968\|km km                    | 3968\|km km |

## Razvrstitev po klasifikacijah
| Etapa  | Zmagovalec               | Rožnata majica ·  | Vijolična majica · | Zelena majica ·                          | Bela majica · | Ekipno                              |
| ------ | ------------------------ | ----------------- | ------------------ | ---------------------------------------- | ------------- | ----------------------------------- |
| P      | Freddy Maertens          | Freddy Maertens   | Freddy Maertens    | brez                                     | brez          | Flandria–Velda–Latina Assicurazioni |
| 1      | Freddy Maertens          | Freddy Maertens   | Freddy Maertens    | brez                                     | ?             | Flandria–Velda–Latina Assicurazioni |
| 2a     | Rik Van Linden           | Freddy Maertens   | Freddy Maertens    | brez                                     | ?             | Flandria–Velda–Latina Assicurazioni |
| 2b     | Luciano Borgognoni       | Freddy Maertens   | Freddy Maertens    | brez                                     | ?             | Flandria–Velda–Latina Assicurazioni |
| 3      | Simone Fraccaro          | Freddy Maertens   | Freddy Maertens    | brez                                     | ?             | Flandria–Velda–Latina Assicurazioni |
| 4      | Freddy Maertens          | Freddy Maertens   | Freddy Maertens    | brez                                     | ?             | Flandria–Velda–Latina Assicurazioni |
| 5      | Mario Beccia             | Francesco Moser   | Freddy Maertens    | Mario Beccia in Faustino Fernández Ovies | ?             | Flandria–Velda–Latina Assicurazioni |
| 6a     | Freddy Maertens          | Francesco Moser   | Freddy Maertens    | Mario Beccia in Faustino Fernández Ovies | Mario Beccia  | Flandria–Velda–Latina Assicurazioni |
| 6b     | Freddy Maertens          | Francesco Moser   | Freddy Maertens    | Mario Beccia in Faustino Fernández Ovies | Mario Beccia  | Flandria–Velda–Latina Assicurazioni |
| 7      | Freddy Maertens          | Francesco Moser   | Freddy Maertens    | Faustino Fernández Ovies                 | Mario Beccia  | Flandria–Velda–Latina Assicurazioni |
| 8a     | Freddy Maertens          | Francesco Moser   | Freddy Maertens    | Faustino Fernández Ovies                 | Mario Beccia  | Flandria–Velda–Latina Assicurazioni |
| 8b     | Marino Basso             | Francesco Moser   | Freddy Maertens    | Faustino Fernández Ovies                 | Mario Beccia  | Flandria–Velda–Latina Assicurazioni |
| 9      | Knut Knudsen             | Francesco Moser   | Francesco Moser    | Faustino Fernández Ovies                 | Mario Beccia  | Flandria–Velda–Latina Assicurazioni |
| 10     | Giacinto Santambrogio    | Francesco Moser   | Francesco Moser    | Faustino Fernández Ovies                 | Mario Beccia  | Flandria–Velda–Latina Assicurazioni |
| 11     | Claudio Bortolotto       | Francesco Moser   | Francesco Moser    | Faustino Fernández Ovies                 | Mario Beccia  | Flandria–Velda–Latina Assicurazioni |
| 12     | Wilmo Francioni          | Francesco Moser   | Francesco Moser    | Faustino Fernández Ovies                 | Mario Beccia  | Flandria–Velda–Latina Assicurazioni |
| 13     | Giancarlo Tartoni        | Francesco Moser   | Francesco Moser    | Faustino Fernández Ovies                 | Mario Beccia  | Flandria–Velda–Latina Assicurazioni |
| 14     | Marc Demeyer             | Francesco Moser   | Francesco Moser    | Faustino Fernández Ovies                 | Mario Beccia  | Flandria–Velda–Latina Assicurazioni |
| 15     | Ercole Gualazzini        | Francesco Moser   | Francesco Moser    | Faustino Fernández Ovies                 | Mario Beccia  | Flandria–Velda–Latina Assicurazioni |
| 16a    | Marc Demeyer             | Francesco Moser   | Francesco Moser    | Faustino Fernández Ovies                 | Mario Beccia  | Flandria–Velda–Latina Assicurazioni |
| 16b    | Pierino Gavazzi          | Francesco Moser   | Francesco Moser    | Faustino Fernández Ovies                 | Mario Beccia  | Flandria–Velda–Latina Assicurazioni |
| 17     | Giuseppe Perletto        | Michel Pollentier | Francesco Moser    | Faustino Fernández Ovies                 | Mario Beccia  | Flandria–Velda–Latina Assicurazioni |
| 18     | Gianbattista Baronchelli | Michel Pollentier | Francesco Moser    | Faustino Fernández Ovies                 | Mario Beccia  | Flandria–Velda–Latina Assicurazioni |
| 19     | Renato Laghi             | Michel Pollentier | Francesco Moser    | Faustino Fernández Ovies                 | Mario Beccia  | Flandria–Velda–Latina Assicurazioni |
| 20     | Wilmo Francioni          | Michel Pollentier | Francesco Moser    | Faustino Fernández Ovies                 | Mario Beccia  | Flandria–Velda–Latina Assicurazioni |
| 21     | Michel Pollentier        | Michel Pollentier | Francesco Moser    | Faustino Fernández Ovies                 | Mario Beccia  | Flandria–Velda–Latina Assicurazioni |
| 22     | Luciano Borgognoni       | Michel Pollentier | Francesco Moser    | Faustino Fernández Ovies                 | Mario Beccia  | Flandria–Velda–Latina Assicurazioni |
| Skupaj | Skupaj                   | Michel Pollentier | Francesco Moser    | Faustino Fernández Ovies                 | Mario Beccia  | Flandria–Velda–Latina Assicurazioni |

## Končna razvrstitev
| Legenda | Legenda                                    | Legenda | Legenda                                   |
| ------- | ------------------------------------------ | ------- | ----------------------------------------- |
|         | Predstavlja vodilnega v skupnem seštevku   |         | Predstavlja vodilnega po točkah           |
|         | Predstavlja vodilnega v gorski razvrstitvi |         | Predstavlja najboljšega mladega kolesarja |

### Rožnata majica
| Poz. | Kolesar                        | Ekipa                               | Čas          |
| ---- | ------------------------------ | ----------------------------------- | ------------ |
| 1    | Michel Pollentier (BEL)        | Flandria–Velda–Latina Assicurazioni | 107h 27' 16" |
| 2    | Francesco Moser (ITA)          | Sanson                              | + 2' 32"     |
| 3    | Gianbattista Baronchelli (ITA) | Scic                                | + 4' 02"     |
| 4    | Alfio Vandi (ITA)              | Magniflex–Torpado                   | + 7' 50"     |
| 5    | Wladimiro Panizza (ITA)        | Scic                                | + 7' 56"     |
| 6    | Ronald De Witte (BEL)          | Brooklyn                            | + 10' 04"    |
| 7    | Walter Riccomi (ITA)           | Scic                                | + 12' 28"    |
| 8    | Claudio Bortolotto (ITA)       | Sanson                              | + 13' 41"    |
| 9    | Mario Beccia (ITA)             | Sanson                              | + 13' 48"    |
| 10   | Wilmo Francioni (ITA)          | Magniflex–Torpado                   | + 16' 11"    |

### Vijolična majica
| Poz. | Kolesar                        | Ekipa                               | Točke |
| ---- | ------------------------------ | ----------------------------------- | ----- |
| 1    | Francesco Moser (ITA)          | Sanson                              | 225   |
| 2    | Pierino Gavazzi (ITA)          | Scic                                | 183   |
| 3    | Luciano Borgognoni (ITA)       | Scic                                | 183   |
| 4    | Michel Pollentier (BEL)        | Flandria–Velda–Latina Assicurazioni | 153   |
| 5    | Wilmo Francioni (ITA)          | Magniflex–Torpado                   | 143   |
| 6    | Marc Demeyer (BEL)             | Flandria–Velda–Latina Assicurazioni | 141   |
| 7    | Enrico Paolini (ITA)           | Scic                                | 133   |
| 8    | Gianbattista Baronchelli (ITA) | Scic                                | 123   |
| 9    | Miguel María Lasa (ESP)        | Teka                                | 105   |
| 9    | Aldo Parecchini (ITA)          | Brooklyn                            | 105   |

### Zelena majica
| Poz. | Kolesar                        | Ekipa                               | Točke |
| ---- | ------------------------------ | ----------------------------------- | ----- |
| 1    | Faustino Fernández Ovies (ESP) | Kas–Campagnolo                      | 675   |
| 2    | Ueli Sutter (SUI)              | Zonca–Santini                       | 490   |
| 3    | Michel Pollentier (BEL)        | Flandria–Velda–Latina Assicurazioni | 340   |
| 4    | Mario Beccia (ITA)             | Sanson                              | 220   |
| 5    | Renato Laghi (ITA)             | Vibor                               | 195   |
| 6    | Gianbattista Baronchelli (ITA) | Scic                                | 175   |
| 7    | Alfio Vandi (ITA)              | Magniflex–Torpado                   | 120   |
| 8    | Giuseppe Perletto (ITA)        | Magniflex–Torpado                   | 110   |
| 8    | José-Luis Viejo (ESP)          | Kas–Campagnolo                      | 110   |
| 10   | Wladimiro Panizza (ITA)        | Scic                                | 100   |

### Bela majica
| Poz. | Kolesar                  | Ekipa                | Čas          |
| ---- | ------------------------ | -------------------- | ------------ |
| 1    | Mario Beccia (ITA)       | Sanson               | 107h 41' 04" |
| 2    | Vittorio Algeri (ITA)    | G.B.C.–Itla–TV Color | + 7' 34"     |
| 3    | Amilcare Sgalbazzi (ITA) | Jollj Ceramica       | + 11' 27"    |
| 4    | Bernt Johansson (SWE)    | Fiorella–Mocassini   | + 14' 13"    |
| 5    | Carmelo Barone (ITA)     | Fiorella–Mocassini   | + 21' 28"    |

### Campionato delle Regioni
| Poz. | Kolesar                     | Ekipa                | Točke |
| ---- | --------------------------- | -------------------- | ----- |
| 1    | Wilmo Francioni (ITA)       | Magniflex–Torpado    | 37    |
| 2    | Gianfranco Foresti (ITA)    | Scic                 | 12    |
| 3    | Giacinto Santambrogio (ITA) | Bianchi–Campagnolo   | 10    |
| 4    | Aldo Parecchini (ITA)       | Brooklyn             | 10    |
| 5    | Pietro Algeri (ITA)         | G.B.C.–Itla–TV Color | 8     |
| 5    | Claudio Bortolotto (ITA)    | Sanson               | 8     |
| 5    | Marcello Osler (ITA)        | Brooklyn             | 8     |
| 8    | Bruno Zanoni (ITA)          | G.B.C.–Itla–TV Color | 6     |

### Traguardi Fiat 127
| Poz. | Kolesar                        | Ekipa                    | Točke |
| ---- | ------------------------------ | ------------------------ | ----- |
| 1    | Jesús Suárez Cueva (ESP)       | Teka                     | 33    |
| 2    | Domingo Perurena (ESP)         | Kas–Campagnolo           | 26    |
| 3    | Adriano Pella (ITA)            | Selle Royal–Contour–Alan | 18    |
| 4    | Gianbattista Baronchelli (ITA) | Scic                     | 3     |
| 4    | Aldo Donadello (ITA)           | Sanson                   | 3     |
| 4    | Miguel María Lasa (ESP)        | Teka                     | 3     |
| 4    | Wladimiro Panizza (ITA)        | Scic                     | 3     |
| 4    | Aldo Parecchini (ITA)          | Brooklyn                 | 3     |
| 4    | Alfio Vandi (ITA)              | Magniflex–Torpado        | 3     |

### Ekipna razvrstitev
| Poz. | Ekipa                               | Točke |
| ---- | ----------------------------------- | ----- |
| 1    | Flandria–Velda–Latina Assicurazioni | 11886 |
| 2    | Sanson                              | 11078 |
| 3    | Scic                                | 7154  |
| 4    | Flandria–Velda–Latina Assicurazioni | 5633  |
| 5    | Jollj Ceramica                      | 4558? |
| 6    | Vibor                               | 3443  |
| 7    | Bianchi–Campagnolo                  | 3362  |
| 8    | Brooklyn                            | 3209  |
| 9    | Selle Royal–Contour–Alan            | 3184  |
| 10   | Kas–Campagnolo                      | 3070  |